# Figulus nitidulus
Figulus nitidulus is een keversoort uit de familie vliegende herten (Lucanidae). De wetenschappelijke naam van de soort is voor het eerst geldig gepubliceerd in 1881 door Gestro.